# ローマ市民権
ローマ市民権（ローマしみんけん）は、古代ギリシャ・ローマ世界における古代ギリシア・古代ローマ・ローマ帝国の自由人である市民（ローマ市民）に与えられたローマ法が認める諸権利であり。また民会において立法の趣旨と法解釈が定められた。
具体的には、ローマ市民集会（民会）における選挙権・被選挙権（ローマの官職に就任する権利）、婚姻権、所有権、裁判権とその控訴権（ローマ法の保護下に入る）、ローマ軍団兵となる権利など。また人頭税や属州民税（資産の10%で凡そ収穫の33%程度）も課されない。

## 歴史
ギリシアのアテナイが市民権の獲得を厳しく制限したのに対し、ローマは、徐々にこの市民権を他部族や他民族、解放奴隷に広く与えた。
当初は兵役の「義務」を伴う権利でもあった。ローマ市民権に特権的価値が生じるのは、マリウスの軍制改革によって兵役が免除されて以降である。前1世紀にはイタリア半島の同盟諸都市の住民がローマ市民権の授与を要求し、同盟市戦争が勃発する。これを契機にイタリア半島の諸都市に市民権が拡大された。
その後地中海世界が統一され帝政に入ると、さらに市民権は拡大されていく。カエサルは教師と医師の職にある者にその期間中は授与する事を定め、味方についた在地の有力者などにも市民特権を分け与えた。そしてアウグストゥスによって、属州民が補助兵に志願し（その間属州民税は免除。兵役こそが最高の税であり、金の税はその代理という解釈であった）、満期除隊した際に世襲のローマ市民権を与えることを定めた。ローマ市民権を獲得するために多くの人材が集まり、ローマ軍は強力な軍隊となった。
待遇の悪い補助兵に志願する者が減少したため、212年にカラカラ帝がアントニヌス勅令を発して、帝国内の全自由民に市民権が与えられた。しかし市民権の乱発は、ローマ市民をして国家への忠誠心、義務を失わせ、集団としての連帯感が薄れ、結果的には帝国の滅亡の遠因となった。

## 市民権の資格
ローマ市民権は以下の者に与えられる。
- 正式な婚姻の関係にあるローマ人の両親より生まれた男子は自動的に与えられた。
- 解放奴隷はローマ市民権が与えられるが、彼らは以前の主人と主従関係にあり、そのクリエンテスとなった。
- 解放奴隷の子供は自動的にローマ市民権が与えられた。
- ローマ人の軍団兵（百人隊長は除く）は正式に結婚はできず、内縁関係から子供があっても兵役期間内は子供にはローマ市民権が与えられなかった。しかし除隊・退役後には子供には認められた。
- ローマ市民権を持たない者でも高額な金額を出資できれば市民権を買う事ができる。
- 入隊当時ローマ市民権を持たなかったローマ支援軍の兵は兵役期間を務め上げ退役すると世襲のローマ市民権が授与された。その子供は自動的にローマ市民権を持つ事になり父とは違いローマ市民権を持つ者から構成されるローマ正規軍への参加が可能となった。ただし、AD140年以降一部の補助兵を除き、ローマ市民権が授与されるのは満期除隊した補助兵当人だけとなった[注釈 1]
- ローマに対して大きな貢献をした者にはローマ市民権が与えられた。補助兵でも上位の隊長クラスになると、満期除隊を待たずにローマ市民権を得た。
- 市民権の保持者はコロッセウムでの観劇や浴場への立ち入りの権利を与えられ、また皇帝や有力者からの贈り物を受け取ることができた（パンとサーカス）。